# Équipe de Colombie de Coupe Davis
L'équipe de Colombie de Coupe Davis représente la Colombie à la Coupe Davis. Elle est placée sous l'égide de la Fédération colombienne de tennis.

## Historique
Créée en 1959, l'équipe de Colombie de Coupe Davis n'a jamais participé au groupe mondial mais a atteint à deux reprises la finale du groupe des Amériques en 1974 et 1981. En 1974, l'équipe de Jairo Velasco et Iván Molina crée la surprise en écartant à Bogota les États-Unis de Harold Solomon et Erik van Dillen, peu habitués à la haute altitude. Les américains n'avaient pas connu une élimination si prématurée depuis 1907.
À partir des années 1980, l'équipe évolue en première division américaine puis est reléguée en groupe II lors de sa création en 1988. Elle n'en sort véritablement qu'en 2007 sous l'impulsion d'Alejandro Falla et de Santiago Giraldo. Elle atteint les barrages du groupe mondial en 2010 puis presque chaque année depuis 2013 grâce également à la paire de double composée de Juan Sebastián Cabal/Robert Farah.
En 2019, la Colombie remporte le match qualificatif contre la Suède et se qualifie ainsi pour la première fois pour les phases finales du nouveau format de la Coupe Davis.

## Joueurs de l'équipe
Les chiffres indiquent le nombre de matchs joués
- Santiago Giraldo (27-17)
- Alejandro González (7-5)
- Daniel Elahi Galán (4-1)
- Juan Sebastián Cabal (18-10)
- Robert Farah (12-9)

## Anciens joueurs notables
- Jairo Velasco (33 victoires pour 23 défaites en 21 rencontres de 1969 à 1982)
- Iván Molina (22 victoires pour 24 défaites en 17 rencontres de 1970 à 1980)
- Miguel Tobón (24 victoires pour 26 défaites en 23 rencontres de 1987 à 2001)
- Mauricio Hadad (35 victoires pour 11 défaites en 20 rencontres de 1989 à 2001)
- Alejandro Falla (31 victoires pour 17 défaites en 27 rencontres de 2001 à 2017)

## Historique des capitanats
- Uriel Oquendo (2001-2004)
- Miguel Tobón (2005)
- Felipe Berón (2006-2010)
- Marcos Górriz (2011-2012)
- Mauricio Hadad (2013-2016)
- Pablo González (depuis 2016)